# Jorge Herrera Caldera
Jorge Herrera Caldera (Victoria de Durango, Durango; 8 de janeiro de 1963). É um político mexicano, membro do Partido Revolucionário Institucional. Foi Presidente Municipal de Durango, Deputado Federal Durango e Governador de Durango.

## Trajetória Trabalhista
Sua experiência trabalhista e de serviço público caracteriza-se por seu desempenho como: professor da Faculdade de Contabilidade e Administração da UJED; membro da Associação Nacional de Fabricantes de Bicicletas A.C.; Conselheiro da Confederação Patronal da República Mexicana (COPARMEX); Conselheiro da Câmara Nacional de Comércio (CANACO) e Conselheiro da Câmara Nacional da Indústria de Transformação (CANACINTRA) em diferentes períodos.
No ano de 2004 converteu-se em membro do Comitê de Financiamento de Candidato a Governador. Um ano depois fez parte da Comissão Permanente de Servidores públicos Fiscais. Posteriormente tomou o cargo de Presidente da Zona 2 no 2006. Durante o período de 2004 a 2006 ele serviu como Secretário de Finanças e de Administração do Estado de Durango.
Foi eleito Presidente Municipal Constitucional de Durango na administração de 2007 a 2010, onde ganhou com 80 mil e 444 sufrágios, o que representou o 50.1%. Obteve o título de Presidente da Rede de Municípios Unidos por Durango, que agrupa aos 39 municípios do estado e foi Presidente Nacional da Rede de Municípios pela Saúde, organismo que agrupa aos 2,479 municípios do País. Durante o período de 2008 a 2009 fez parte do Conselho Nacional de Saúde.
Se postulou como candidato do Partido Revolucionário Institucional (PRI) a Deputado Federal de Durango, onde ganhou com 57 mil e 894 votos, que representou 45%. Foi Secretário da Comissão de Transportes e integrante da Comissão de Orçamento e Conta Pública, bem como da Comissão de Participação Cidadã.
Atualmente é o Governador do Estado de Durango para o período de 2010 a 2016. Ademais neste ano converteu-se no Coordenador da Comissão de Infra-estrutura da Conferência Nacional de Governadores (CONAGO) por decisão unânime de seus homólogos.